# Fraisse
Fraisse é uma comuna francesa na região administrativa da Nova Aquitânia, no departamento Dordonha. Estende-se por uma área de 20 km². Em 2010 a comuna tinha 175 habitantes (densidade: 8,8 hab./km²).